# Funktionalism (psykologi)
Funktionalism inom psykologin var en av de tidigaste skolorna inom ämnet. Funktionalismen gick ut på att psykologin ska studera medvetandets funktioner snarare än dess struktur. Det senare hade varit strukturalisternas åsikt. William James (1842-1910) var en av förgrundsgestalterna inom funktionalismen.
En funktionalist som ska förklara varför dina ben rör på sig skulle fråga sig "varför har vi ben"? Och "hur hjälper benen oss att anpassa oss till vår miljö"?
En strukturalist skulle förklara varför dina ben rör på sig genom att undersöka hur musklerna, benen och hur hälsenan fungerar.